# HD 182190
HD 182190，又名BD+57 1986，SAO 31587、HR 7356，是一颗恒星，视星等为5.91，位于銀經88.77，銀緯18.99，其B1900.0坐标为赤經19h 18m 26.1s，赤緯+57° 18.99′ 21″。